# Johnny Acosta
Johnny Acosta Zamora (Ciudad Quesada, 1983. július 21. –) Costa Rica-i válogatott labdarúgó, jelenleg az Alajuelense játékosa.

## Fordítás
Ez a szócikk részben vagy egészben  a   Johnny Acosta című angol Wikipédia-szócikk fordításán alapul.  Az eredeti cikk szerkesztőit annak laptörténete sorolja fel. Ez a jelzés csupán a megfogalmazás eredetét és a szerzői jogokat jelzi, nem szolgál a cikkben szereplő információk forrásmegjelöléseként.